# Стад Тюнизьен
«Стад Тюнизьен» (фр. Stade tunisien, араб. الملعب التونسي‎) — тунисский футбольный клуб из города Тунис. Домашние игры проводит на стадионе «Шадли Зуйтен», вмещающем 18 000 зрителей. Основан в 1948 году.

## Достижения
- Лига 1 Туниса (4): 1956/57, 1960/61, 1961/62, 1964/65
- Кубок Президента (6): 1956, 1958, 1960, 1962, 1966, 2003
- Кубок Лиги (2): 2000, 2002
- Суперкубок: 1966
- Арабский кубок обладателей кубков (2): 1989/90, 2001/02